# Plain (Washington)
Plain ist ein kleines gemeindefreies Gebiet im Chelan County im US-Bundesstaat Washington. Es liegt östlich von Coles Corner nahe dem U.S. Highway 2 und der Washington State Route 207. Plain wird über die frühere Washington State Route 209, heute Chumstick Highway genannt, erreicht, die Plain mit Chumstick und Leavenworth über eine alte Eisenbahntrasse verbindet.
Ein Postamt namens Plain wurde 1913 gegründet und blieb bis 1936 in Betrieb.